# Substitutionseffekt
Als Substitutionseffekt wird in der Mikroökonomie und Betriebswirtschaftslehre das Marktverhalten bzw. Konsumverhalten eines Wirtschaftssubjekts auf eine Preisänderung bei Gütern oder Dienstleistungen bezeichnet. Korrespondierender Begriff ist der Einkommenseffekt.

## Allgemeines
Verbraucher neigen dazu, eine größere Gütermenge von denjenigen Gütern zu erwerben, deren Preise gesunken sind und geringere Mengen von Gütern, die vergleichsweise teurer geworden sind. Diese Reaktion auf eine Änderung der relativen Preise wird als Substitutionseffekt bezeichnet. Er trifft – aber nicht ausschließlich – auf Substitutionsgüter zu. Das billiger gewordene Gut erhöht die reale Kaufkraft des Wirtschaftssubjekts, so dass Spielraum für den Konsum weiterer Güter vorhanden ist. Die sich aus der Änderung der realen Kaufkraft ergebende zusätzliche Güternachfrage ist der Einkommenseffekt. Beide Effekte treten im Regelfall gleichzeitig – aber nicht unbedingt komplementär – auf.

## Inhalt
Substitutions- und Einkommenseffekt sind Teileffekte der Slutsky-Zerlegung. Beim Substitutionseffekt wird unterstellt, dass die Kaufkraft und der Nutzen konstant bleiben und es sich neutral um Preisänderungen (also entweder Preissenkungen oder Preissteigerungen) handelt. Diese können sowohl durch die Preispolitik der Unternehmen als auch durch Inflation oder Deflation ausgelöst werden. Der Substitutionseffekt nimmt stets die entgegengesetzte Richtung der Preisänderung ein, also führt ein Preisanstieg zu einem Rückgang des Konsums und umgekehrt.
Auf dem Gütermarkt wirken sich Substitutions- und Einkommenseffekt je nach Art des Gutes unterschiedlich aus:
| Gut            | Substitutionseffekt | Einkommenseffekt | Steigung der Nachfragekurve |
| -------------- | ------------------- | ---------------- | --------------------------- |
| normales Gut   | steigt              | steigt           | negativ                     |
| inferiores Gut | steigt              | sinkt            | negativ                     |
| Giffengut      | steigt              | sinkt            | positiv                     |

Die Nachfragekurve für ein normales Gut ist stets negativ geneigt. Bei inferioren Gütern kann es eine Nachfragesteigerung geben, solange der Einkommenseffekt {\displaystyle Y_{e}} geringer ist als der Substitutionseffekt {\displaystyle S_{e}}:
{\displaystyle Y_{e}<S_{e}}.
Ist der Einkommenseffekt bei einem inferioren Gut höher als der Substitutionseffekt,
{\displaystyle Y_{e}>S_{e}},
handelt es sich um ein Giffengut.
Bei der Cobb-Douglas-Funktion ist der Substitutionseffekt stets gleich dem Einkommenseffekt:
{\displaystyle Y_{e}=S_{e}}.
Diese stellt einen Ausnahmefall dar. Graphisch kann der Substitutionseffekt als Bewegung entlang der Indifferenzkurve visualisiert werden.
Wie stark sich Substitutions- und Einkommenseffekte auswirken, hängt entscheidend von der Substitutionselastizität ab. Je größer die Substitutionselastizität, umso größer ist der Substitutionseffekt einer Faktorpreisänderung.

## Märkte
Substitutionseffekte gibt es auf und zwischen allen Märkten, nicht nur auf dem Gütermarkt. Wird beispielsweise auf dem Arbeitsmarkt der Arbeitslohn – bei gleicher Arbeitszeit – erhöht, so verändert dies den relativen Preis zwischen Konsum und Freizeit, weil die Erzielung von Arbeitseinkommen für Konsumzwecke zu Lasten der Freizeit attraktiver wird. Dieser Substitutionseffekt reduziert – ceteris paribus – das Arbeitsangebot und die Güternachfrage.
Steigt auf dem Geld- oder Kapitalmarkt der Geldmarkt- oder Kapitalmarktzins, so können Wirtschaftssubjekte geneigt sein, Kapitalanlagen zu Lasten des Konsums zu tätigen (Konsumverzicht: Sparen). Dieser Substitutionseffekt reduziert das Geld- oder Kapitalangebot und die Güternachfrage.
Joseph E. Stiglitz/Richard J Arnott konnten 1979 ergänzend zum Henry-George-Theorem für den Immobilienmarkt nachweisen, dass ein optimales lokales Steuersystem aus der von Henry George geforderten Alleinsteuer auf Lagerenten beruht, bestehen kann, weil diese Besteuerung nur Einkommenseffekte, aber keine Substitutionseffekte hervorruft.

## Betriebswirtschaftslehre
Die Faktorpreise der betrieblichen Produktionsfaktoren können variieren und die Unternehmen dazu veranlassen, beispielsweise bei gestiegenen Arbeitskosten des Faktors Arbeit diesen teilweise durch Maschinen (Faktor Kapital) zu ersetzen, sofern die Kapitalkosten geringer sind. Dieser – als Rationalisierung bezeichnete – Vorgang setzt Faktormobilität (Arbeitsmobilität, Kapitalmobilität) und eine linear-homogene Produktionsfunktion voraus und bewirkt eine Reduzierung der Arbeitsnachfrage auf dem Arbeitsmarkt und eine Erhöhung der Investitionsgüternachfrage auf dem Gütermarkt mit der Folge sinkender Faktorkosten. Nur im Falle der limitationalen Produktionsfunktion ist der Substitutionseffekt „Null“.
Bei Preisdifferenzierungen kann es Axel Bänsch zufolge ebenfalls zu Substitutionseffekten kommen, wenn Kunden eine teurer gewordene Produktvariante nicht oder nicht mehr in der Menge kaufen wie vor der Preissteigerung.